# 佐藤市十郎
佐藤 市十郎（さとう いちじゅうろう、旧姓・海井、1878年（明治11年）1月 - 1936年（昭和11年）3月2日）は、日本の実業家。海市商会社長。族籍は山口県士族。

## 経歴
山口県人・海井荒助の二男。先代ヒデの養子となり、1894年に家督を相続する。大阪高等商業学校を卒業。朝鮮の貿易商に就職の口があって渡鮮する。店務を帯びてたびたび大阪へ出張する所から、悪友に誘い誘われ酒色に耽溺し、滞鮮4年間は放蕩堕落の淵に沈淪し、主家へも迷惑をかけるに至る。
久原家に入り、欧州大戦中久原鉱業会社支店長としてロンドンに在勤し、帰朝後久原商事会社常務取締役に転じ、1921年にこれを辞する。1936年3月2日永眠。行年60才。

## 人物
クリスチャンである。洗礼名はヨゼフ。カトリック麻布教会の中心人物として東京基督教青年会理事としてキリスト教の為に熱心に活動する。佐藤は久原に入社するに先だち「自分はクリスチャンであり、日曜に教会に行く」ということを条件とし、社長久原房之助の承認を経た。住所は東京市麻布区広尾町。

## 家族・親族
佐藤家
- 妻・ウメ[1]（あるいは梅野[3]、洗礼名ヨハンナフランチェスカ、1885年 - 1973年5月17日、福岡、波多野芳之助の長女）[1][3]
- 娘・星野[1]（1908年 - 1967年、松方正義公爵の息子の松方三郎の妻）